# 세르히 부브카
세르히 나자로비치 부브카(우크라이나어: Сергі́й Наза́рович Бу́бка, 러시아어: Серге́й Наза́рович Бу́бка 세르게이 나자로비치 붑카[*], 1963년 12월 4일~)는 우크라이나의 장대높이뛰기 선수이다. 현역 초기에는 소련 국가대표로 국제 경기에 참가했기 때문에 러시아어 이름인 세르게이 붑카로도 알려져 있다. 6.00m와 6.10m를 넘은 최초의 장대높이뛰기 선수이다. 그의 개인 기록은 1994년 세스트리에레에서 기록한 실외 6.14m, 1993년 도네츠크에서 기록한 실내 6.15m로 2014년에 르노 라빌레니가 갱신하기 전까지 약 20년 동안 세계 기록으로 유지되었다.
소련 우크라이나 소비에트 사회주의 공화국의 보로실로프그라드(현 우크라이나의 루한스크)에서 태어나 아홉 살 때부터 장대높이뛰기를 했다. 1978년 15세의 나이로 도네츠크로 이사를 가서 그 곳에서 훈련을 받았다. 1981년 국제 육상 경기에 처음으로 참가하였으며 1983년 헬싱키에서 열린 세계 선수권 대회에서 5.70m를 기록하며 우승한 후 장대높이뛰기의 역사를 새로 쓰기 시작했다. 1985년 7월 13일 프랑스 파리에서 6.00m를 넘었다. 그 후 조금씩 세계 기록을 높여가며 1988년 프랑스 니스에서 6.06m를 넘었고, 서울특별시에서 열리는 1988년 하계 올림픽에서 그는 5.90m를 기록하여 기대에는 못 미쳤지만 금메달을 목에 걸었다.
부브카는 1984년부터 1988년까지 4년 동안 세계 기록을 21cm나 갱신했는데 그 이전 12년간 다른 장대높이뛰기 선수들이 세계 기록을 갱신했던 높이보다 더 높은 수치이다. 1991년 스페인 산세바스티안에서는 최초로 6.10m를 넘었다. 그러나 바르셀로나에서 열린 1992년 하계 올림픽에서는 예상 외로 부진해 메달 획득에 실패했다. 이로 인해 전성기가 지났다는 말이 나왔지만, 1994년에는 현 세계 기록인 6.14미터를 넘었다. 이후 애틀랜타에서 열리는 1996년 하계 올림픽 참가 예선을 통과했으나 부상으로 참가하지 못했다.
그는 1984년에서 1986년까지 3년 연속으로 소련 최우수 스포츠인으로 선정되었다. 은퇴 후에는 정치인으로 활동하여 우크라이나 국회 의원(2002~2006)으로 재직했으며 총리 스포츠 전문 고문(2002~2005), 우크라이나 국가 올림픽 위원회 회장(2005~2022)을 지냈다. 현재 국제 육상 연맹(IAAF)의 수석 부회장(2007~), , 부총리 청소년 체육 전문 고문(2006~)으로 재직 중이다.
아들인 세르히 부브카 2세는 테니스 선수이다.